# Casa Cordero

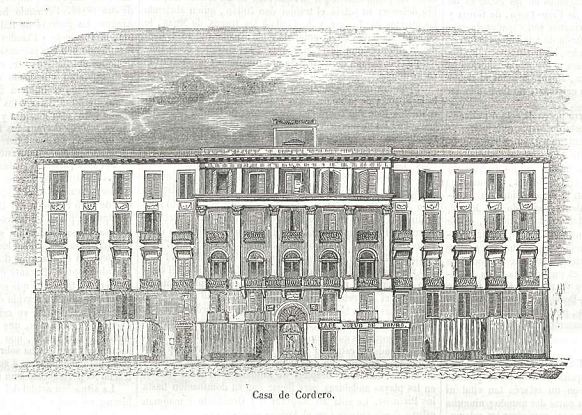
Casa Cordero cap a 1849, en La Ilustración.

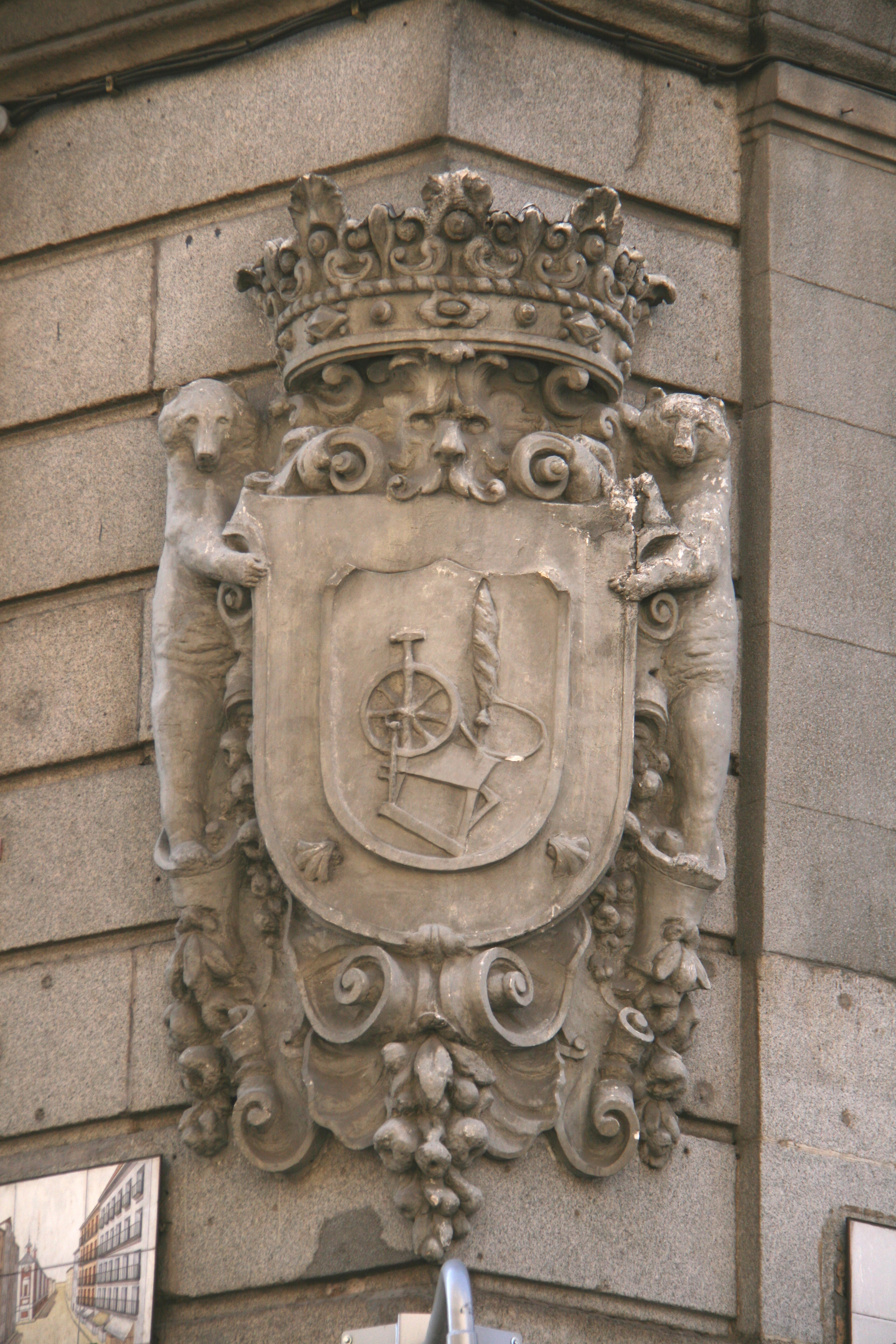
Escut d'armes en la cantonada de Casa Cordero.

La Casa Cordero (Casa de Cordero) o Casa del Maragato és un edifici del centre de Madrid que es troba al començament del carrer Mayor (número 1) junt a la Puerta del Sol. Rep aquest nom pel seu promotor i primer propietari: Santiago Alonso Cordero, maragato d'Astorga (Lleó). Considerada l'obra civil més representativa del Madrid del període central del segle xix, hi va acollir la coneguda fonda de La Vizcaína, que ocupà dues plantes de l'edifici.

## Història
A l'espai on es va aixecar la Casa Cordero es trobava abans el convent de San Felipe el Real. Segons algunes versions, potser llegendàries, Santiago Cordero, promotor de l'edifici, va poder haver adquirit el solar amb el primer premi en la loteria de Nadal, i aquest era l'origen de la seva fortuna. Quan se va inaugurar la casa, dissenyada i construïda per l'arquitecte municipal Juan José Sánchez Pescador en 1842, fou dedicada en la seva majoria a habitatges. Més tard, la primera planta fou ocupada pel Gran Bazar de la Unión que existí fins al 1954; i en la planta baixa va estar des de 1875 el Café Lisboa (abans Café Comercio). En aquest edifici es va instal·lar en 1887 la primera central telefònica comercial de Madrid, per a això es va construir una estructura metàl·lica en la seva coberta, l'anomenat kiosco del telèfon que es va mantenir fins a 1926.
El 13 de setembre de 1974, ETA-V Assemblea va perpetrar el que es coneix com a atemptat del carrer del Correo, en col·locar una potent bomba en la cafeteria Rolando, situada en els baixos d'aquest edifici, i en el qual van morir tretze persones i van resultar ferides unes altres setanta.